# Sci alpino ai IV Giochi olimpici invernali
Lo sci alpino ai IV Giochi olimpici invernali, svoltisi nel 1936 a Garmisch-Partenkirchen (Germania), fece il suo debutto olimpico con due gare di combinata. Nella combinata maschile la pista di discesa libera era lunga 3800 m, con un dislivello di 959 m; la pista di slalom era lunga 600 m, con un dislivello di 200 m e 33 porte. Nella combinata femminile la pista di discesa libera era lunga 3300 m, con un dislivello di 820 m; la pista di slalom era lunga 600 m, con un dislivello di 200 m e 23 porte.
In entrambe le competizioni, sia la medaglia d'oro che quella d'argento furono vinte da atleti tedeschi.

## Calendario
| Sci alpino ai IV Giochi olimpici invernali | Sci alpino ai IV Giochi olimpici invernali | Sci alpino ai IV Giochi olimpici invernali | Sci alpino ai IV Giochi olimpici invernali | Sci alpino ai IV Giochi olimpici invernali | Sci alpino ai IV Giochi olimpici invernali | Sci alpino ai IV Giochi olimpici invernali | Sci alpino ai IV Giochi olimpici invernali | Sci alpino ai IV Giochi olimpici invernali | Sci alpino ai IV Giochi olimpici invernali | Sci alpino ai IV Giochi olimpici invernali | Sci alpino ai IV Giochi olimpici invernali |
| Eventi / Giorni                            | Febbraio 1936                              | Febbraio 1936                              | Febbraio 1936                              | Febbraio 1936                              | Febbraio 1936                              | Febbraio 1936                              | Febbraio 1936                              | Febbraio 1936                              | Febbraio 1936                              | Febbraio 1936                              | Febbraio 1936                              |
| Eventi / Giorni                            | 6                                          | 7                                          | 8                                          | 9                                          | 10                                         | 11                                         | 12                                         | 13                                         | 14                                         | 15                                         | 16                                         |
| ------------------------------------------ | ------------------------------------------ | ------------------------------------------ | ------------------------------------------ | ------------------------------------------ | ------------------------------------------ | ------------------------------------------ | ------------------------------------------ | ------------------------------------------ | ------------------------------------------ | ------------------------------------------ | ------------------------------------------ |
| Combinata maschile                         |                                            | Discesa                                    |                                            | Slalom                                     |                                            |                                            |                                            |                                            |                                            |                                            |                                            |
| Combinata femminile                        |                                            | Discesa                                    | Slalom                                     |                                            |                                            |                                            |                                            |                                            |                                            |                                            |                                            |

## Atleti iscritti
| Europa (91) | Europa (91) | Europa (91)                                                                                             |
| --- | --- | --- |
| - Austria (4) - Belgio (4) - Bulgaria (3) - Cecoslovacchia (7) - Estonia (1) - Francia (4) - Germania (8) - Grecia (1) | - Italia (8) - Jugoslavia (4) - Lettonia (3) - Liechtenstein (2) - Lussemburgo (1) - Norvegia (8) - Paesi Bassi (1) - Polonia (3) | - Gran Bretagna (8) - Romania (4) - Spagna (2) - Svezia (3) - Svizzera (3) - Turchia (4) - Ungheria (5) |
| America (16) | | |
| - Canada (8) - Stati Uniti (8)                                                                                         | | |
| Asia (3) | | |
| - Giappone (3) | | |

## Podi

### Uomini
| Evento               | Oro         | Punti | Argento           | Punti | Bronzo       | Punti |
| Combinata (dettagli) | Franz Pfnür | 99,25 | Gustav Lantschner | 96,26 | Émile Allais | 94,69 |

### Donne
| Evento               | Oro           | Punti | Argento         | Punti | Bronzo             | Punti |
| Combinata (dettagli) | Christl Cranz | 97,06 | Käthe Grasegger | 95,26 | Laila Schou Nilsen | 93,48 |

## Medagliere
| Posizione | Paese    |   |   |   | Totale |
| --------- | -------- | - | - | - | ------ |
| 1         | Germania | 2 | 2 | 0 | 4      |
| 2         | Francia  | 0 | 0 | 1 | 1      |
| 2         | Norvegia | 0 | 0 | 1 | 1      |
| Totale    | Totale   | 2 | 2 | 2 | 6      |